# Sage Stallone
Sage Moonblood Stallone (født 5. maj 1976, død 13. juli 2012) var en amerikansk skuespiller, instruktør, filmproducer og manusforfatter.
Sage Stallone var født i Los Angeles, California som ældste søn af Sasha Czack og Sylvester Stallone. Han var bror til Seargeoh Stallone og halvbror til Sistine, Sophia, og Scarlet Stallone. 
Stallone blev funnet død i Studio City, sandsynligvis som følge af et uheld. 
Af film han medvirkede i kan nævnes Rocky V (1990) og Dagslys (1996) de mest kendte. I begge film spillede far Sylvester hovedrollen.